# Palla ferruginea
Palla ferruginea är en fjärilsart som beskrevs av Schultze 1914. Palla ferruginea ingår i släktet Palla och familjen praktfjärilar. Inga underarter finns listade i Catalogue of Life.